# ギルアド・クレテル
ギルアド・クレテル （本名：ヘブライ語： גלעד קלטר、英語表記：Gilad Kleter, 1976年4月2日 - ) は イスラエルの俳優、男性声優。

## 人物
空軍演劇で卒業。その後、1998年でゲシェル演劇で所属している。2002年に声優デビュー。
声優における代表作は、『スポンジ・ボブ』のイカルド・テンタクルズ、『フィニアスとファーブ』、ハインツ・ドゥーフェンシュマーツ博士役、『トランスフォーマーシリーズ』のコンボイ司令官 (オプティマス・プライム)、『ミュータント タートルズ』 (2003年版)のラファエロ、『ドーラといっしょに大冒険』のスワイパーや『マダガスカル』シリーズのコワルスキーなど。

## 出演作品

### テレビアニメ
- あぁ、レイモンド! (アイヴァン (初代))
- アドベンチャー・タイム (役名表記なし)
- アベンジャーズ 地球最強のヒーロー (キャプテン・アメリカ、ジャービス)
- アメリカン・ドラゴン (ジョナサン・ロン、他数)
- イン・ヤン・ヨー! (マスター・ヨー)
- オーバン・スターレーサーズ (役名表記なし)
- カーズトゥーン メーターの世界つくり話 (役名表記なし)
- カードキャプターさくら (木之本藤隆)
- キック ザ・びっくりボーイ (ハロルド・バタウスキ、他数)
- キッドvsキャット (バート・バートンバーガー)
- クロスファイト ビーダマン (ドラシアン)
  - クロスファイト ビーダマンeS (ドラシアン)
- ケロロ軍曹 (クルル曹長、ポール森山、他数)
- ごきげん ジミー! (サミー)
- ザ・ペンギンズ from マダガスカル (コワルスキー)
- ザ・リプレイス 大人とりかえ作戦 (シェルトン)
- スター・ウォーズ 反乱者たち (オビ＝ワン・ケノービ、シーボ、ガル・トレイヴィス、アズモリガン、ヨーダ (2代目))
- スパイダーマンシリーズ
  - スペクタキュラー・スパイダーマン (ノーマン・オズボーン、カメレオン、セルゲイ・クラヴィノフ/クレイヴン・ザ・ハンター、他数)
  - アルティメット・スパイダーマン (ジェイ・ジョナ・ジェイムソン、キャプテン・アメリカ、他数)
- スポンジ・ボブ (イカルド・テンタクルズ、イカリム、プランクトン (第157話のみ)、他数)
- シャーマンキング (阿弥陀丸)
- ジャスティス・リーグ (ジョン・ジョーンズ)
  - ジャスティス・リーグ・アンリミテッド (ジョン・ジョーンズ)
- ジャングル・ジャンクション (クロッカー)
- ソニックX (サム・スピード、他数)
- デジモンシリーズ
  - デジモンテイマーズ (サイバードラモン、マクラモン、加藤 肇、ヴァジラモン、他数)
  - デジモンフロンティア (メルキューレモン)
  - デジモンクロスウォーズ (ドルルモン、スカルナイトモン、他数)
- トータリー・スパイズ! (役名表記なし)
- ドーラといっしょに大冒険 (スワイパー、トロル (代役)、他数)
- 東京ミュウミュウ (パイ (二代目))
- ドラえもん (役名表記なし)
- ドラゴンボールZ (ガーリックJr.、ベジータ王 (第124話)、バビディ、ビビディ、他数)
- トランスフォーマーシリーズ
  - 戦え!超ロボット生命体トランスフォーマー (コンボイ)
  - トランスフォーマー カーロボット (ファイヤーコンボイ、JRX)
  - 超ロボット生命体トランスフォーマー マイクロン伝説 (コンボイ)
  - トランスフォーマー ギャラクシーフォース (ギャラクシーコンボイ)
  - トランスフォーマー アニメイテッド (オプティマスプライム)
  - 超ロボット生命体 トランスフォーマー プライム (オプティマスプライム)
- 爆丸バトルブローラーズシリーズ
  - 爆丸バトルブローラーズ (プレデター、空操信二郎)
  - 爆丸バトルブローラーズ ニューヴェストロイア (プレデター、空操信二郎、クレイ・フェルミン)
  - 爆丸バトルブローラーズ ガンダリアンインベーダーズ (エアゼル)
  - 爆丸バトルブローラーズ メクタニウムサージ (プレデター、ウルフリオ、マルチョの父、隼フォッカー、ドラゴノイドデストロイア、マンディボル)
- パワーパフガールズ (スネーク、他数)
- バットマンシリーズ
  - ザ・バットマン (ジョーカー)
  - バットマン:ブレイブ&ボールド (プラスチックマン、レッドトルネード、デッドマン、ドクター・フェイト、バットマイト (シーズン1)、ミスター・ミラクル、ロッキー・デービス、アルファ・レッド、アスタロス、モンガル、サイコパイレート、ステッペンウルフ、ペンギン、ブラック・アダム / テス・アダム、アブラ・カタブラ、トゥーフェイス (第37話のみ)、ムッシュ・マラー、他数)
- ビューティフル ジョー (グラン ブルース)
- フィニアスとファーブ (ハインツ・ドゥーフェンシュマーツ博士、ロジャー・ドゥーフェンシュマーツ、カール、他数)
- ふしぎ大調査 (ドッギー)
- ブラッツ (役名表記なし)
- ベン10シリーズ (アズマス)
  - ベン10 エイリアンフォース (カール・テニスン、ロードスター (第31話のみ)、アニモ博士)
  - ベン10 アルティメットエイリアン (ロードスター、アニモ博士)
  - ベン10:消えたアズマス (カール・テニソン)
- ポケットモンスター シリーズ
  - ポケットモンスター
  - ポケットモンスター ミュウツー! 我ハココニ在リ (ペニシリーナ)
  - ポケットモンスター ダイヤモンド&パール (プルート 他)
- マーメイドメロディー ぴちぴちピッチ (海月太郎、他数)
  - マーメイドメロディー ぴちぴちピッチ ピュア (海月太郎、ナポレオンフィッシュ、他数)
- Mr.MENショー (役名表記なし)
- ミュータント タートルズ (2003年版) (ラファエロ)
- ミュータント・タートルズ (2012年版) (ラファエロ)
- メダロット (シオカラ (二代目)、他数)
- ゆかいなみつばちファミリー (パパ)
- ラマだった王様 学校へ行こう! (役名表記なし)
- リロ アンド スティッチ ザ・シリーズ (ウエンディ・プリークリー、フー・ドッグ、他数)
  - スティッチ! (ウエンディ・プリークリー、他数)
  - スティッチ! ～いたずらエイリアンの大冒険～ (ウエンディ・プリークリー、他数)
- ヤング・ジャスティス (役名表記なし)
- ルビー・グルーム (役名表記なし)
- ロックマンエグゼ (江口名人、光祐一朗、エレキ伯爵、他数)
- ONE PIECE (ウソップ、他数)

### 劇場版アニメ
- 2112年 ドラえもん誕生 (ドクター、司会者、警官)
- ATOM (スパークス)
- カーズ (役名表記なし)
- カーズ2 (役名表記なし)
- ガーフィールド・ザ・ヒーロー (ジョン/ジョン皇帝)
- カンフー・パンダ (役名表記なし)
- カンフー・パンダ2 (役名表記なし)
- くまのプーさん (スグモドル)
- 劇場版カードキャプターさくら 封印されたカード (木之本藤隆)
- コララインとボタンの魔女 (コララインの父親)
- サーフズ・アップ (サル)
- シャーク・テイル (役名表記なし)
- シュガー・ラッシュ (ダンカン)
- シュレック2 (豚、他数)
- シュレック3 (豚)
- シュレック フォーエバー  (豚、メルティ)
- スポンジ・ボブ/スクエアパンツ ザ・ムービー (イカルド)
  - スポンジ・ボブ 海のみんなが世界を救Woo! (イカルド)
- チキン・リトル (ターキー・ラーキー市長)
- TMNT (役名表記なし)
- ドラゴンボール劇場版シリーズ
  - ドラゴンボール 摩訶不思議大冒険 (天津飯、ピラフ)
  - ドラゴンボールZ この世で一番強いヤツ (Dr.ウィロー)
  - ドラゴンボールZ 銀河ギリギリ!!ぶっちぎりの凄い奴 (天津飯、プロデューサー)
  - ドラゴンボール 最強への道 (ホワイト将軍)
- トランスフォーマー ザ・ムービー (コンボイ)
- ノミオとジュリエット (ペリズ)
- バーンヤード (フレディ)
- ハウルの動く城 (役名表記なし)
- パワーパフガールズ ムービー (スネーク)
- ハッピー フィート (役名表記なし)
- ビー・ムービー (ガミル)
- ホートン/ふしぎな世界のダレダーレ (会長)
- ボルト (マネージャー)
- マウス・タウン ロディとリタの大冒険 (スパイク)
- マダガスカル (コワルスキー)
- マダガスカル2 (コワルスキー)
- マダガスカル3 (コワルスキー)
- メガマインド (役名表記なし)
- 森のリトル・ギャング (タイガー)
- モンスターVSエイリアン (ハザウェイ大統領)
- モンスターズ・ユニバーシティ (マイク・ワゾウスキ)
- レミーのおいしいレストラン (アンブリスター)
- ロボッツ (役名表記なし)
- よなよなペンギン (役名表記なし)

### OVA
- ザ・バットマンVSドラキュラ (ジョーカー)
- スチュアート・リトル3 森の仲間と大冒険 (モンティ)
- ティンカー・ベルと月の石 (小さいトロール、ストーン)
- トムとジェリーシリーズ
  - トムとジェリー 火星へ行く (役名表記なし)
  - トムとジェリー ワイルドスピード (CMナレーター、ディレクター)
  - トムとジェリーのくるみ割り人形 (ラッキー、ミスター・マレヴォレント、他数)
- リトルフット 赤ちゃん恐竜の大冒険 (オジー)

### テレビ
- キャンプ・ロック2 ファイナル・ジャム (ブラウン・セサリオ)
- スイート・ライフ／ザ・ムービー (ドナルド・スポルディング博士)
- レモネード・マウス (ブレニガン校長)

### 実写
- アーサーとミニモイの不思議な国 (役名表記なし)
  - アーサーとふたつの世界の決戦 (アーサーの父)
- アリス・イン・ワンダーランド (馬)
- オズ はじまりの戦い (役名表記なし)
- ガーフィールド (ヴェンドル、他数)
  - ガーフィールド2 (プリンス)
- キャッツ & ドッグス 地球最大の肉球大戦争 (ディッグス)
- 幸せの1ページ (役名表記なし)
- スクービー・ドゥー2 モンスターパニック (ジャコボ博士)
- スパイキッズ4D:ワールドタイム・ミッション (アルゴノート)
- スマーフ (役名表記なし)
- スピード・レーサー (スパーキー)
- チャーリーとチョコレート工場 (役名表記なし)
- テラビシアにかける橋 (ビール・バーグ)
- ナルニア国物語/第3章: アスラン王と魔法の島 (リーピチープ)
- ハリー・ポッターとアズカバンの囚人 (ピーター・ペティグリュー)
- ハリー・ポッターと炎のゴブレット (ピーター・ペティグリュー)
- ハットしてキャット (ハンバーフルーブ社長)
- ビバリーヒルズ・チワワ (役名表記なし)
- マスク2 (役名表記なし)
- Mr.ズーキーパーの婚活動物園 (ジェローム)
- ルーニー・テューンズ:バック・イン・アクション (役名表記なし)
- レーシング・ストライプス (レジー)